# 犬钩口线虫
犬钩口线虫（学名：Ancylostoma caninum）是一种被称为钩虫的线虫，主要感染狗的小肠。犬钩口线虫感染的结果范围从无症状病例到狗的死亡都有；更好的营养、年龄的增长、先前的犬钩口线虫暴露或疫苗接种都与提高生存率有关。其他宿主包括食肉动物，如狼、狐狸和猫，在人类中也有少数病例报告。
温暖和潮湿的条件对于犬钩口线虫在其生命周期的自由生活阶段的生存非常重要，因此它主要局限于温带、热带和亚热带地区。在满足这些气候要求的世界部分地区，例如斯里兰卡、东南亚和马来西亚，犬钩口线虫是犬类钩虫病的主要原因。

## 形态学

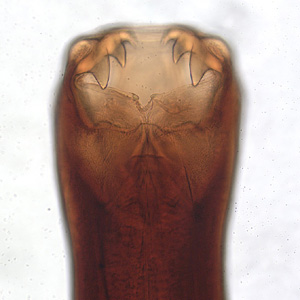
犬钩口线虫的嘴和牙齿

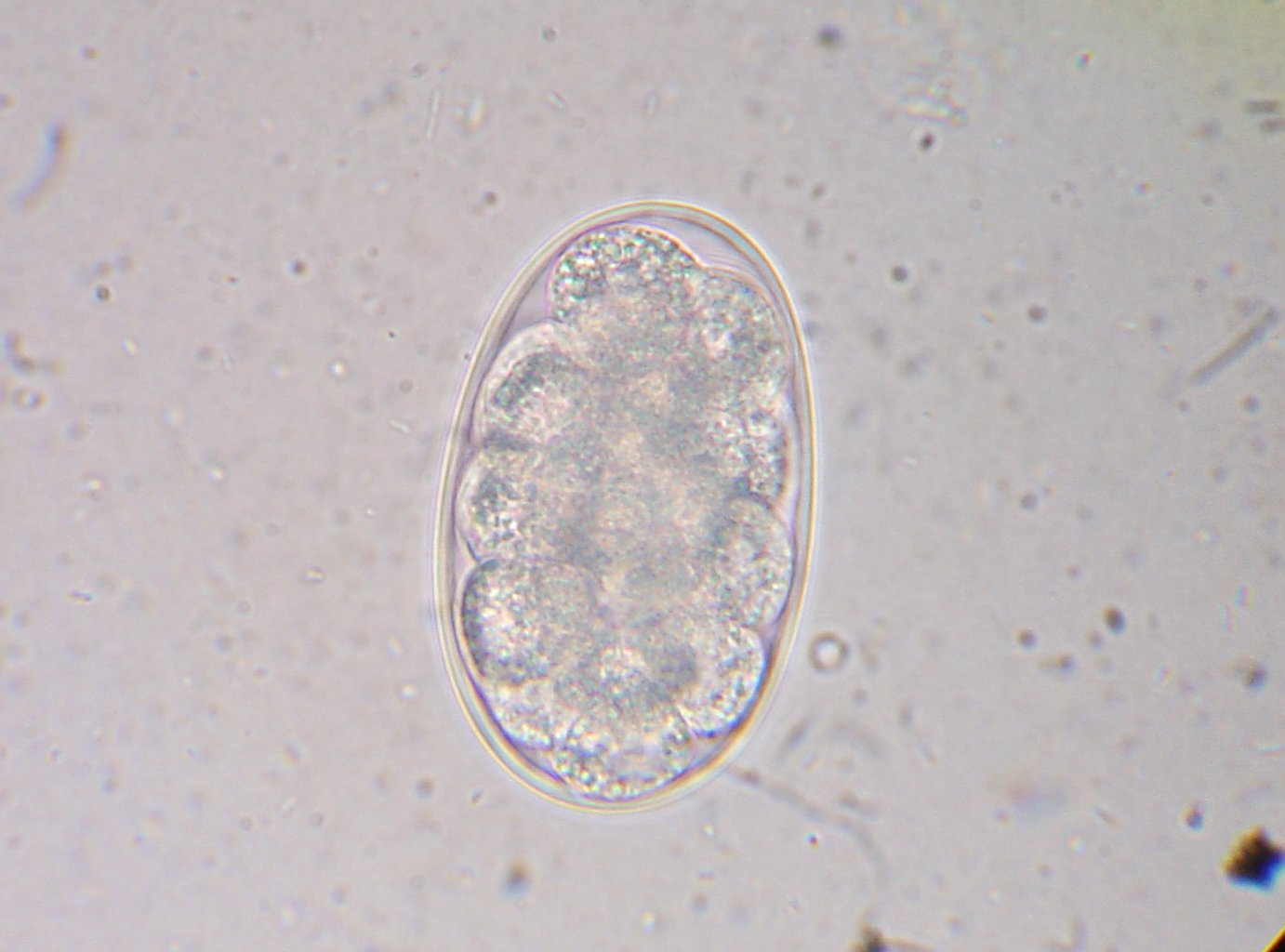
犬钩口线虫卵

犬钩口线虫雌性通常长14至16毫米，宽0.5毫米，而雄性较小，长10至12毫米，宽0.36毫米。雄性有一个交配囊 （页面存档备份，存于），它由位于交配期间抓住雌性的三条肌肉射线上的棘状交尾刺组成。与其他线虫一样，它的精子缺乏鞭毛。交配囊是圆线虫目成员的独特特征，因此使其成为识别该亚目成员的有用手段；由于物种之间滑囊外观的差异，它还用于区分亚目内的成员。犬钩口线虫雌性的外阴位于身体的第二和最后三分之一的边界。
犬钩口线虫的牙齿位于颊囊中，分为三组。两个腹侧组形成下颌等效物，而另一组从背侧突出并松散地等同于上颌。每个腹侧集都有三个点，最远的两侧是最大的。虽然腹侧组很突出，但背侧组隐藏在颊囊的更深处。
犬钩口线虫将其头端向上（背侧）弯曲，这在确定钩虫的方向时被认为是一个潜在的混淆来源。如果它最近摄入了血液，犬钩口线虫是红色的；如果没有，它会是灰色的。犬钩口线虫有一条由食道、肠道和直肠组成的消化道——食道肌肉发达，反映了它在进食时将肠粘膜拉入体内的作用。犬钩口线虫的食道和肛门环是神经纤维的来源，这些神经纤维延伸到全身以支配感觉器官，包括双器和侧尾腺孔。
卵由雌性产卵，通常在八细胞阶段。卵宽38至43μm，壁薄。

## 分配
冷冻、温度超过37°C、干燥或将犬钩口线虫暴露在阳光下都会降低自由生活阶段的存活率，如果不超过37°C，感染率会随着温度升高而上升。因此，犬钩口线虫主要局限于温暖、潮湿的气候，尽管在温度欠佳的美国和加拿大南部发现了感染。特定的生态位也能够满足犬钩口线虫的环境要求，不一定在热带地区，例如矿山。

## 生命循环

### 通过环境传播
卵从宿主的粪便中排出，通常在一天内在潮湿、温暖的土壤中孵化成具有无生命表皮层的幼虫。到4至5天，幼虫已经蜕皮两次并能够感染宿主。从粪便迁移到周围的土壤中。存在两种来自环境的感染途径。第一种途径涉及毛囊或汗腺处的皮肤渗透，尤其是在经常与土壤接触且皮肤比其他地方更薄的脚垫之间。犬钩口线虫分泌的一种蛋白酶被认为有助于这一过程。然后幼虫通过真皮迁移，进入循环系统并被带到肺部。犬钩口线虫幼虫在肺部离开血液，从肺泡向上通过气管并被吞食，最终进入肠道。
第二种和更常见的到达小肠的途径是宿主直接摄入犬钩口线虫，但随后的过程在任何一种情况下都是相同的。在幼虫的第三阶段，雄性或雌性生殖器官开始建立。这一阶段的幼虫已被证明会分泌一种与毒液过敏原相关的分子（Ac-asp-2），以响应宿主特异性信号；这被认为可能有助于感染过程。第三次也是最后一次蜕皮，形成成熟的犬钩口线虫，然后以小肠壁的粘膜和血液为食。进食的触发被理解为受体介导的反应；然而，这一过程的细节尚未确定。有性生殖也发生在肠道中，以产生另一轮卵子以完成循环。雌性被认为会产生一种吸引雄性的信息素，并且每天能够产下大约1万个卵。

### 直接传播
宿主之间的直接传播也是可能的。通过皮肤进入体内的幼虫可以避免通过肺部排出并保持在循环内以在身体周围运输。在怀孕女性的子宫动脉，幼虫能够穿过胎盘导致胎儿产前感染。如前所述，受感染胎儿的幼虫会移动到肝脏直到出生，然后继续迁移并通过循环和肺移动到肠道。或者，犬钩口线虫幼虫从肺部循环中逃脱，可能会被带到乳腺，并从母亲的初乳或乳汁中传播给她的幼崽；然后感染以与从环境中摄取感染相同的方式进行。已发现受感染的母亲很少将产前传播给幼崽，而在哺乳期间通过哺乳途径引起传播的可能性要高得多。

## 发病

### 迁移至肠道期间的损伤

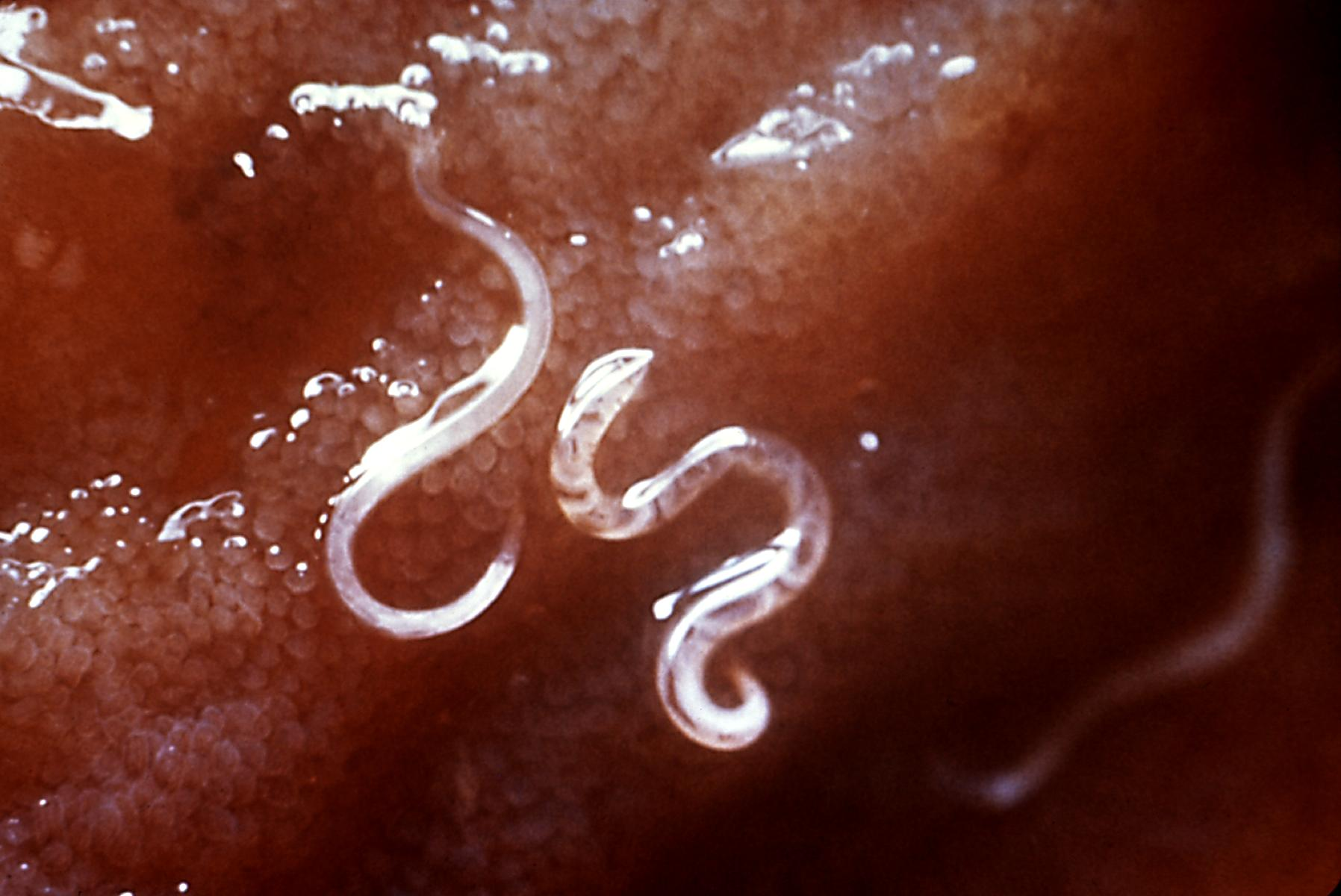
一对犬钩口线虫。

犬钩口线虫幼虫在通过皮肤进入宿主时对宿主造成伤害，使伤口易受继发感染 （页面存档备份，存于）.当幼虫通过皮肤迁移时，通常会刺激炎症反应，即皮肤炎，这会在具有超敏反应的宿主中加剧。当幼虫离开循环进入肺部时会造成进一步的损害，损害的程度取决于感染的程度；肺炎和咳嗽是常见的后果。

### 肠道损伤
一旦进入肠道，犬钩口线虫就会附着并摄入黏膜内层，同时消耗一些血液；24小时内最多0.1毫升。在24小时内，犬钩口线虫通常从六个地点进食。这种对粘膜的损害会损害身体的防御能力，并可能导致微生物的继发感染。犬钩口线虫使用一组称为犬钩口线虫抗凝蛋白（AcAP）的抗凝剂来抑制一系列凝血因子，例如Xa，通过防止凝血和增加失血来帮助喂养过程。这些AcAP是存在的最强大的天然抗凝剂之一，是导致贫血和在受感染宿主的粪便中观察到血液的关键原因。失血量在雌性产卵之前达到高峰，因为这是它们对食物的需求最大的时候；他们吃的量也达到顶峰，因此对肠道造成了最大的损害。

## 诊断
粪便分析是确认疑似犬钩口线虫感染的最终方法。对粪便进行取样并在显微镜下检查犬钩口线虫的特征性卵形薄壳卵。粪便中没有虫卵并不能排除感染；在最初的感染和粪便中的卵排泄之间存在至少5周的显着延迟（幼虫必须完全成熟并繁殖才能产卵）。事实上，幼犬经常在粪便中的卵开始排出之前死亡。使用粪便样本中的卵子数量作为感染程度的指标需要小心，因为当蠕虫总数增加时，雌性会产生更少的卵子。
预期观察到的体征和症状是精神萎靡、体重减轻、虚弱、被毛粗糙和表明贫血的黏膜苍白。喂养良好、感染较小的老年犬可能很少或甚至没有这些症状。腹泻是罕见的，但由于其中存在血液来源的血红蛋白，大便通常是黑色的。
由这种犬钩口线虫感染引起的疾病被统称为“钩虫病（hookworm disease）”或更具体的术语“ancylostomiasis”和“ancylostomosis”，它识别致病线虫的属。

## 预防与控制

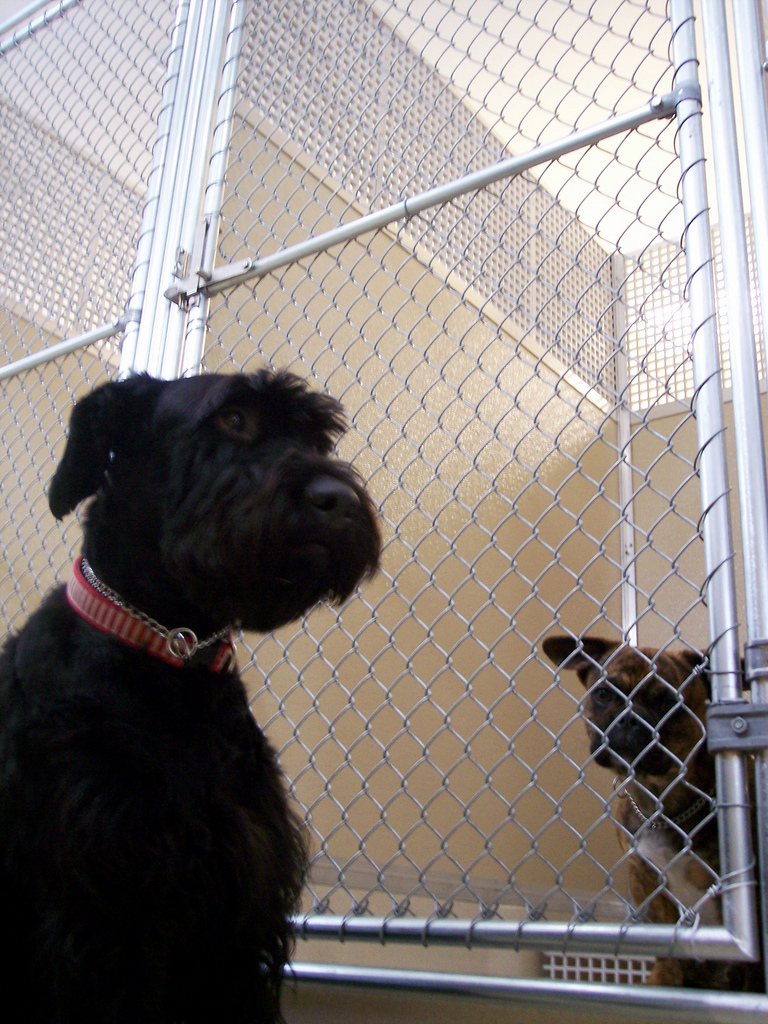
狗窝：保持狗窝清洁可降低犬钩口线虫感染的风险。

清洁的环境可以最大限度地降低犬钩口线虫感染的风险；这可以包括在狗窝中定期清洗混凝土或砾石，而不是土壤。通常在将雌性用于繁殖之前对其的线虫（如犬钩口线虫）感染情况进行检查，并且可以将分娩和哺乳限制在消毒区域，以降低幼崽出现健康并发症的风险。当已知或怀疑怀孕犬感染时，可以给雌性服用芬苯达唑或伊维菌素，以避免传染给幼犬。
犬科动物随着年龄的增长自然地对犬钩口线虫产生显着的抵抗力；这种保护在完全成熟的雌性中发展得更快，并且比完全成熟的狗表现出更大的抵抗力。具体而言，与年龄相关的抗性意味着犬钩口线虫需要更长的时间才能在老年动物中达到性成熟，并且完全发育的幼虫更少。

## 疫苗接种
已经开发了许多针对犬钩口线虫的疫苗，并取得了不同程度的成功。在蠕虫的摄食过程中使用一种重要的酶很受欢迎，其中一个例子是AcCP2，一种蛋白酶，当用于给狗接种疫苗时，会产生强烈的抗体反应，减少粪便中的卵子数量并减少肠道蠕虫大小。这些影响归因于抗体结合后AcCP2活性降低。使用另一种犬钩口线虫消化酶AcGST1也采用了类似的方法，但它未能在狗身上产生具有统计学意义的结果。
另一种方法是破坏犬钩口线虫的迁移能力。这是使用犬钩口线虫的AcASP1蛋白成功完成的，它提高了所有亚类的抗体水平，并减少了蠕虫负担。使用相同疫苗的其他研究表明，这种方法可减少79%的蠕虫负担。
之前接触过犬钩口线虫的动物表现出增强的抵抗力，但仔细清除之前感染的所有蠕虫会导致这种抵抗力的丧失。对小鼠的研究表明，由于过去的接触而产生的抵抗力可以防止其他致命的蠕虫剂量，这是抵抗力的一种一般形式——通过口腔或皮肤来防御随后的感染。

## 药物
用于治疗犬犬钩口线虫感染的药物包括：敌敌畏、芬苯达唑、氟苯达唑、甲苯咪唑、硝硫氰酯、哌嗪、噻嘧啶、米尔贝霉素、莫昔克丁、二乙基卡马嗪、奥苯达唑和伊维菌素。

## 在人类中
在人类等不适当的宿主中，犬钩口线虫能够进入皮肤，但不能进入循环系统并进入肠道；相反，皮肤幼虫移行症是由线虫在皮肤内的运动引起的，并且可以在没有干预的情况下持续数月。
虽然无法通过这种途径进入肠道，但它可以通过摄入发生；在一份关于澳大利亚昆士兰北部93例小肠炎病例的报告中，这些病例可能是由犬钩口线虫感染引起的，所有受访者都描述了与犬钩口线虫接触一致的行为，一名患者的大肠镜检查结果显示为成年犬钩口线虫蠕虫。从那时起，工作表明犬钩口线虫很容易被忽视或无法保存在标本中，这使得人类感染的真实发生率可能高于官方记录的。

## 经济负担
受犬钩口线虫感染的动物不能用于食物或劳动目的，因此动物疾病造成的经济负担很低。人类的犬钩口线虫感染可能被低估和误诊；因感染而缺工所造成的经济影响可能也是被低估且显着的。